# Milan Černý
Milan Černý (Praag, 16 maart 1988) is een Tsjechisch voormalig betaald voetballer die doorgaans speelde vleugelspeler. Tussen 2005 en 2022 was hij actief voor Slavia Praag, Sivasspor, FK Dukla Praag, opnieuw Slavia Praag, FC Hradec Králové, FK Slavoj Vyšehrad en FK Kosoř. Černý maakte in 2010 zijn debuut in het Tsjechisch voetbalelftal en kwam uiteindelijk tot drie interlandoptredens.

## Clubcarrière
Černý speelde in de jeugd voor Slavia Praag en in het seizoen 2004/05 debuteerde de aanvaller ook in het eerste elftal van de club. Op 14 mei 2005 werd er met 0-1 gewonnen op bezoek bij 1. FK Příbram en Černý beleefde tijdens dit duel zijn eerste professionele optreden. In mei 2006 viel hij een periode uit door een blessure aan zijn knie. In juli 2011 werd de Tsjechische vleugelspeler overgenomen door het Turkse Sivasspor. Na twee jaar bij de Turkse club keerde hij terug naar zijn vaderland, waar hij in september 2013 een eenjarige verbintenis ondertekende bij FK Dukla Praag. Ook in deze periode had hij last van blessureleed. Na een jaar keerde hij terug naar Slavia Praag. In 2016 verkaste Černý naar FC Hradec Králové. In januari 2020 verkaste hij naar FK Slavoj Vyšehrad. Medio 2021 nam FK Kosoř hem over. Een jaar later besloot Černý op vierenderigjarige leeftijd een punt te zetten achter zijn actieve loopbaan.

## Statistieken
| Seizoen | Club               | Competitie           | Competitie | Competitie | Beker | Beker | Europa | Europa | Totaal | Totaal |
| Seizoen | Club               | Competitie           | Wed.       | Dlp.       | Wed.  | Dlp.  | Wed.   | Dlp.   | Wed.   | Dlp.   |
| ------- | ------------------ | -------------------- | ---------- | ---------- | ----- | ----- | ------ | ------ | ------ | ------ |
| 2004/05 | SK Slavia Praag    | Gambrinus liga1      | 1          | 0          | 0     | 0     | 0      | 0      | 1      | 0      |
| 2005/06 | SK Slavia Praag    | Gambrinus liga1      | 5          | 0          | 0     | 0     | 0      | 0      | 5      | 0      |
| 2006/07 | SK Slavia Praag    | Gambrinus liga1      | 0          | 0          | 0     | 0     | 0      | 0      | 0      | 0      |
| 2007/08 | SK Slavia Praag    | Gambrinus liga1      | 0          | 0          | 0     | 0     | 0      | 0      | 0      | 0      |
| 2008/09 | SK Slavia Praag    | Gambrinus liga1      | 6          | 1          | 0     | 0     | 0      | 0      | 6      | 1      |
| 2009/10 | SK Slavia Praag    | Gambrinus liga1      | 13         | 0          | 0     | 0     | 2      | 0      | 15     | 0      |
| 2010/11 | SK Slavia Praag    | Gambrinus liga1      | 28         | 2          | 0     | 0     | 0      | 0      | 28     | 2      |
| 2011/12 | Sivasspor          | Süper Lig            | 362        | 3          | 3     | 0     | 0      | 0      | 39     | 3      |
| 2012/13 | Sivasspor          | Süper Lig            | 5          | 0          | 1     | 0     | 0      | 0      | 6      | 0      |
| 2013/14 | FK Dukla Praag     | Gambrinus liga1      | 12         | 0          | 2     | 0     | 0      | 0      | 14     | 0      |
| 2014/15 | SK Slavia Praag    | Synot liga1          | 17         | 1          | 0     | 0     | 0      | 0      | 17     | 1      |
| 2015/16 | SK Slavia Praag    | Synot liga1          | 14         | 0          | 1     | 0     | 0      | 0      | 15     | 0      |
| 2016/17 | FC Hradec Králové  | ePojisteni.cz liga1  | 23         | 1          | 3     | 0     | 0      | 0      | 26     | 1      |
| 2017/18 | FC Hradec Králové  | Fortuna národní liga | 22         | 0          | 2     | 1     | 0      | 0      | 24     | 1      |
| 2018/19 | FC Hradec Králové  | Fortuna národní liga | 20         | 1          | 1     | 0     | 0      | 0      | 21     | 1      |
| 2019/20 | FC Hradec Králové  | Fortuna národní liga | 19         | 1          | 3     | 0     | 0      | 0      | 22     | 1      |
| 2020/21 | FK Slavoj Vyšehrad | Fortuna národní liga | 15         | 1          | 1     | 0     | 0      | 0      | 16     | 1      |
| Totaal  | Totaal             | Totaal               | 236        | 11         | 17    | 1     | 2      | 0      | 255    | 12     |

1Gambrinus liga, Synot liga en ePojisteni.cz liga zijn de sponsornamen voor het hoogste Tsjechische niveau, de 1. česká fotbalová liga.

2Dit is inclusief zes wedstrijden in de play-offs voor Europees voetbal.

## Interlandcarrière
Černý debuteerde op 25 mei 2010 in het Tsjechisch voetbalelftal. Op die dag werd er met 1–2 verloren van Turkije. De aanvaller moest van bondscoach Michal Bílek op de reservebank starten en hij mocht na een uur spelen het veld betreden voor Martin Fenin. Negen minuten voor tijd schoot Černý de aansluitingstreffer tegen de touwen. De andere debutanten dit duel waren Ondřej Mazuch en Tomáš Pekhart.
| Interlands van Milan Černý voor Tsjechië | Interlands van Milan Černý voor Tsjechië | Interlands van Milan Černý voor Tsjechië | Interlands van Milan Černý voor Tsjechië | Interlands van Milan Černý voor Tsjechië | Interlands van Milan Černý voor Tsjechië | Interlands van Milan Černý voor Tsjechië |
| №                                        | Datum                                    | Wedstrijd                                | Uitslag                                  | Competitie                               | Goals                                    |                                          |
| Als speler bij Slavia Praag              | Als speler bij Slavia Praag              | Als speler bij Slavia Praag              | Als speler bij Slavia Praag              | Als speler bij Slavia Praag              | Als speler bij Slavia Praag              |                                          |
| ---------------------------------------- | ---------------------------------------- | ---------------------------------------- | ---------------------------------------- | ---------------------------------------- | ---------------------------------------- | ---------------------------------------- |
| 1                                        | 22 mei 2010                              | Tsjechië – Turkije                       | 1 – 2                                    | Vriendschappelijk                        | 81'                                      |                                          |
| 2                                        | 25 mei 2010                              | Verenigde Staten – Tsjechië              | 2 – 4                                    | Vriendschappelijk                        |                                          |                                          |
| 3                                        | 11 augustus 2010                         | Tsjechië – Letland                       | 4 – 1                                    | Vriendschappelijk                        |                                          |                                          |